# Namur (stacja kolejowa)
Namur – stacja kolejowa w Namur, w prowincji Namur, w Belgii. Stacja posiada 6 peronów.